# Benedikt Fontana (Vogt)

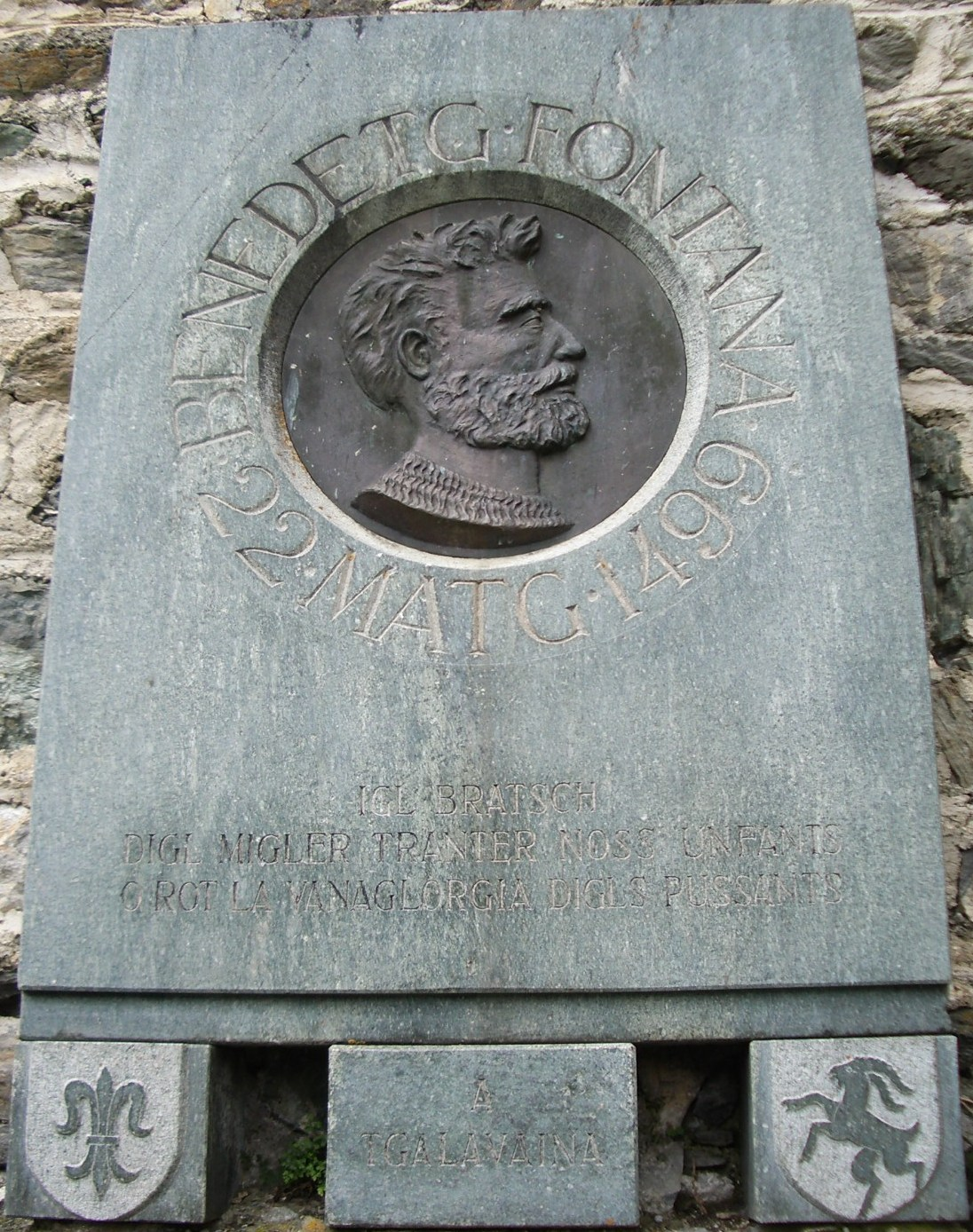
Gedenktafel an seinem Wohnsitz: Burg Rätia Ampla in Riom

Benedikt Fontana, rätoromanisch Benedetg Fontana (* um 1450 in Salouf; † 22. Mai 1499) war ein Vogt und Ministerialer und starb in der Schlacht an der Calven (rätoromanisch: Chalavaina) angeblich einen Märtyrertod.

## Biografie

### Herkunft
Benedikt von Fontana stammte aus einer adligen Familie von Salouf im Oberhalbstein. Sein Vater Heinrich II. war ein Ministerialer im Dienste des Fürstbischofs von Chur. Seine Mutter war Magdalena von Lumerins. Benedikt und seine Brüder Heinrich III., Dusch und Rudolf werden in den zeitgenössischen Urkunden stets mit der Partikel «von» erwähnt. Über Fontanas Kindheit und Jugend gibt es kaum nachweisbare Unterlagen; entsprechend ist sein Geburtsdatum ungewiss. Bekannt ist jedoch, dass er drei Brüder und fünf Schwestern hatte, drei davon mit Mitgliedern des niedrigen Ministerialenadels verheiratet (eine nicht namentlich bekannte Tochter mit einem Meier Demont, Ursula mit Markwart von Valendas, Agnes mit Junker Hans von Biss (Abis), Vogt auf Riom/Reams; und eine mit Johann Flugi). Der älteste Bruder Heinrich III. war in zweiter Ehe mit Anna Sarganserin, einer unehelichen Tochter des Grafen Georg von Werdenberg-Sargans zu Ortenstein, verheiratet, Dusch mit einer Planta von Zuoz und Rudolf mit Margarethe von Juvalt, aus der edelfreien Ministerialenfamilie von Juvalt. Die von Fontana stammen möglicherweise von den Adligen von Salouf ab, die im 13. Jahrhundert in Urkunden bezeugt sind.

### Leben als Vogt
Fontana wurde 1493 zum bischöflichen Vogt an der Südgrenze der Drei Bünde eingesetzt. Ein ursprünglich lokaler Weiderechtskonflikt zwischen den Puschlavern und den Tiranern drohte, das gute Verhältnis zwischen dem Bistum Chur und dem Herzogtum Mailand zu gefährden. Im Wissen, dass Fontana ein gutes Schlichtungsgeschick besass, beauftragte ihn der Churer Bischof, sich des Problems anzunehmen. Der Konflikt konnte beseitigt werden. Allerdings – so wird überliefert – fühlte sich Fontana bei den Gesprächen mit dem Mailänder Adel sehr unwohl: Er war doch eher ein Mann der Tat als der Diplomatie und beherrschte die italienische Sprache nicht so gut wie die surmiranische und deutsche.

### Leben als Ministerialer
Neben den von Marmels, die 9-mal die Vogtei im Oberhalbstein und auf dem Septimerpass ausgeübt hatten, spielten die von Fontana seit dem 15. Jh. eine führende Rolle. Ab dem Jahre 1495 amtete er, wie bereits sein Vater Heinrich II, als Ministerialer im Gotteshausbund im Oberhalbstein. Sein Sitz war die Burg Riom, die noch heute markant auf einem Hügel an der linken Talseite thront und die Engnis des Steins (Crap Ses) überwachte. In der Funktion als Ministerialer schuf sich Fontana einen guten Namen in der Bevölkerung. So soll er im Jahre 1497 in einem Grenzstreit zwischen den Nachbargemeinden Savognin und Tinizong sein Schwert in beide Hände genommen und es mit voller Wucht in den Erdboden gerammt haben. Cò è’l igl cunfegn! – «Hier ist die Grenze!» soll er gesagt haben. Von da an wagte sich niemand mehr, die Grenze zu hinterfragen.

### Heldentod
1499, im Schwabenkrieg erwarb er sich als Hauptmann Ruhm, als er in der Schlacht an der Calven starb. Obwohl die kampfbereiten Truppen unter dem Kommando des Zürcher Hauptmanns Dietrich Freuler standen, ging Fontana als Held in die Geschichte ein, da Freuler plötzlich mit dem Angriff zu zögern begann, als die Lage kritisch wurde. Fontana indes sah, dass es kein Zurück mehr gab. Er übernahm kurzerhand die Befehlsgewalt und kommandierte den Angriff. Die Schlacht wurde letztlich durch die Bündner gewonnen, während Fontana sein Leben liess. Über seinen Tod wird die folgende Geschichte erzählt:
Benedikt Fontana wurde durch ein feindliches Geschoss schwer verletzt, während er als Hauptmann an der Spitze der Bündner Truppen den Österreichern entgegenstürmte. Mit dem Tode ringend, hielt er mit der linken Hand die Wunde am Unterleib, während er mit der Rechten sein Schwert gegen den Feind richtet. Das Gesicht den Kameraden zugewandt, spornte er mit letzter Kraft zum Sieg an: «Frisch auf, meine Jungen, ich bin nur ein Mann, achtet meiner nicht; heute noch Bündner und die Bünde oder nimmermehr!» Dies hatte offenbar genützt, denn die Bündner schlugen die Habsburger in die Flucht.
Einer Legende nach soll Fontanas Schwert nach der Calvenschlacht in das Bachbett des Balandegns, eines Wildbaches ausserhalb von Salouf, geworfen worden sein, damit es keinem Dieb zum Opfer falle. Dort liege es noch heute verborgen.

## Geschichtsschreibung
Sein Heldentod wurde in den Chroniken jedoch lange Zeit gar nicht erwähnt. Erst der Bündner Historiker Simon Lemnius rückte Mitte des 16. Jahrhunderts Fontanas Rolle in der Schlacht ins Zentrum und verhalf ihm somit zu einem Ruhmesplatz in der Bündner Geschichte. 
1771 fand er Eingang in Johann Conrad Füsslis eidgenössischen Darstellungen Erdbeschreibung. Aber im bedeutendsten Schweizer Geschichtswerk des 19. Jahrhunderts, in Johann von Müllers Geschichten der Eidgenossenschaft, wird die Calvenschlacht ohne Benedikt Fontana aufgeführt. Fontanas Durchbruch zum Bündner Nationalhelden wurde in der Bündnergeschichte (1870–1874) von Conradin von Moor vollzogen, und seine Heldenverehrung fand im ausklingenden 19. Jahrhundert in verschiedenen Anlässen ihren Höhepunkt.

## Fontanas Heldenworte

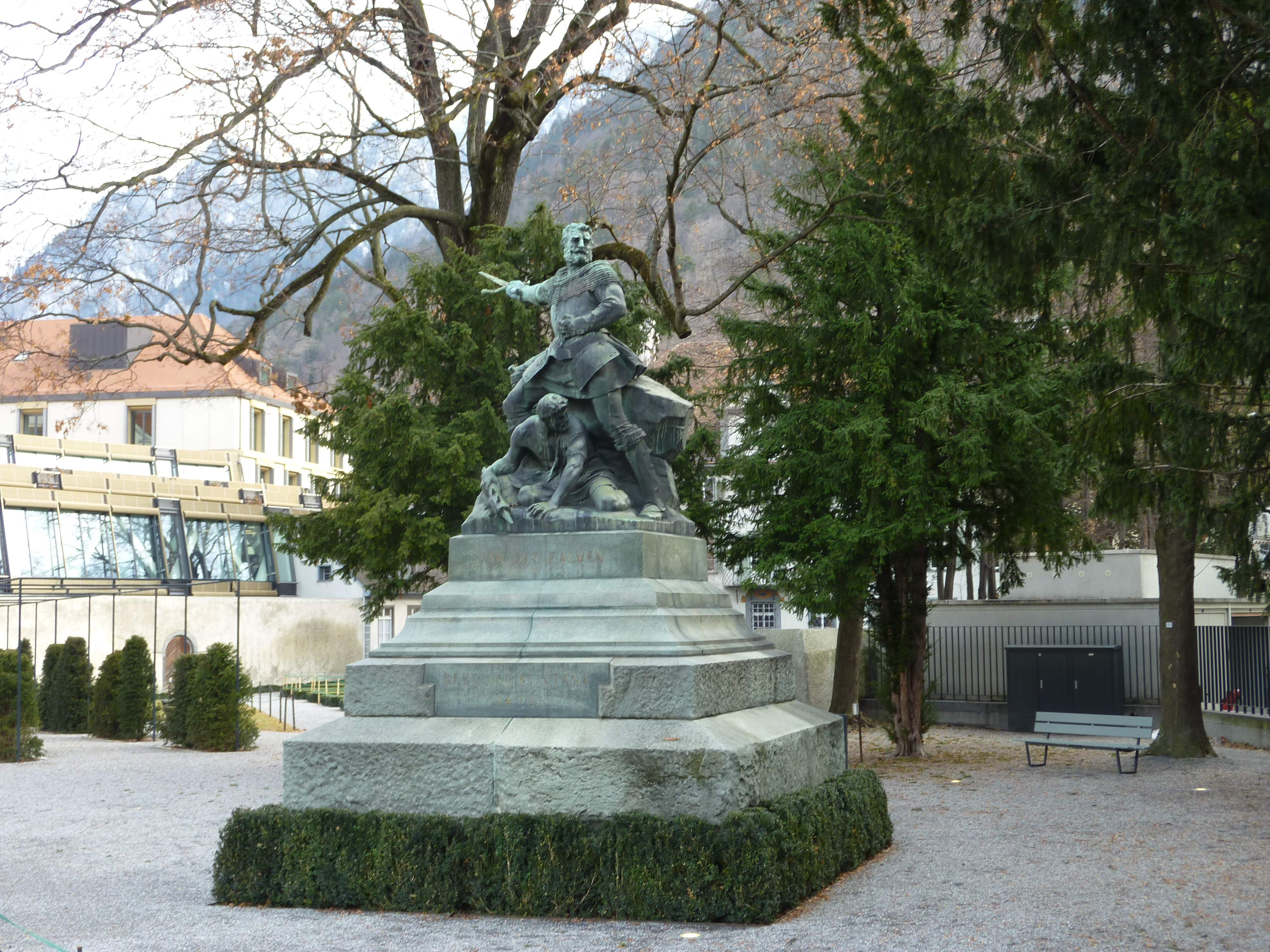
Fontana-Denkmal in Chur

Fontana wird in Graubünden als Nationalheld, vergleichbar mit Wilhelm Tell oder Arnold von Winkelried, verehrt. Seine letzten Worte sind der Inbegriff für Patriotismus und sind in zahlreichen Gedichten und Liedern vorzufinden. Doch gerade über diese Worte herrscht eine gewisse Unklarheit, denn über Fontanas Ableben war lange Zeit nichts zu finden.
Simon Lemnius war der erste Chronist der Fontanas Worte niederschrieb. Dieses auf Lateinisch verfasste Werk schrieb Lemnius kurz vor seinem Tod anno 1550. Demnach habe Fontana Folgendes gesagt: Socii vos, tendite contra vallum igens telis; hodie est, aut Raetia nunquam amplius extabit, patriam defendite dextra! Dies wurde später so übersetzt: «Gefährten! Erstürmt mir den Wall, der so grimmig mit Geschützen gespickt ist! Denn Rätien – heut oder nimmer – wird weiterbestehn, drum verteidigt in Treue die Heimat.»
Im Jahre 1570 veröffentlichte der Engadiner Humanist Ulrich Campell eine weitere Chronik über Fontana. Auch diese war auf Latein verfasst. Einzig Fontanas Heldenworte schrieb er im damaligen Engadinerromanisch nieder: Hei fraischgiamaing meis matts: cun mai ais par un huom da far; quai brichia guardad: u chia hoaz Grischuns e Ligias, u maa non plü! Dass Campell einzig dieses Zitat auf Rätoromanisch schrieb, zeigt, dass er diesen Worten grosse Bedeutung beimass. Die deutsche Übersetzung kann dem Abschnitt 2 (Heldentod) entnommen werden. Im Oberhalbsteinerromanisch – Fontanas Muttersprache – heisst es: Frestgamaintg anavant, mies mats! Ia sung angal en om, betg az starmante; oz Grischuns e las Leias u mai ple!
Während Lemnius’ lateinisches Zitat in der Bevölkerung eher wenig Anklang fand, wurde Campells romanisches Zitat zu einem Aufruf Bündnerischer Vaterlandsliebe. Und dies, gerade weil es auf Romanisch und nicht auf Lateinisch abgefasst war; so frei nach dem Motto: Unser Land, unsere Sprache!
Claudio Willi äussert sich eher kritisch zurückhaltend gegenüber den Worten aus Lemnius’ und Campells Chroniken, da die Herkunft genannter Zitate ungewiss ist. Zudem neigten Chronisten gelegentlich dazu, geschichtsträchtige Situationen durch geflügelte Zitate noch stärker zu dramatisieren.

## Denkmal
In Chur im Fontanapark erinnert ein 1903 nach einem Wettbewerb von Richard Kissling geschaffenes Monument an Fontanas Heldentod. Es ist angeregt vom Winkelrieddenkmal in Stans, geschaffen von Kisslings früherem Meister Ferdinand Schlöth.
Fontanas Name ziert einen der im Jahre 2010 gelieferten Allegra-Triebzüge, ABe 8/12 3507, der Rhätischen Bahn.
Duri Sialm benannte eine seiner Kantaten nach Benedikt Fontana.